# Балкомб, Уильям
Уильям Балкомб (1777—1829) — суперинтендант отдела публичных продаж британской Ост-Индской компании и колониальный администратор. Он прославился как отец девочки Бетси Балкомб, которая подружилась с Наполеоном Бонапартом, когда семья Балкомбов жила на острове Святой Елены. Бонапарт временно поселился у Балкомбов в летнем домике Брайрс, пока готовилась его постоянная квартира в Лонгвуд-Хаусе.
Уильям Балкомб провёл некоторое время в Новом Южном Уэльсе, служа первым казначеем колонии. Он умер там и был похоронен в Сиднее в 1829 году в возрасте 51 года.

## Галерея

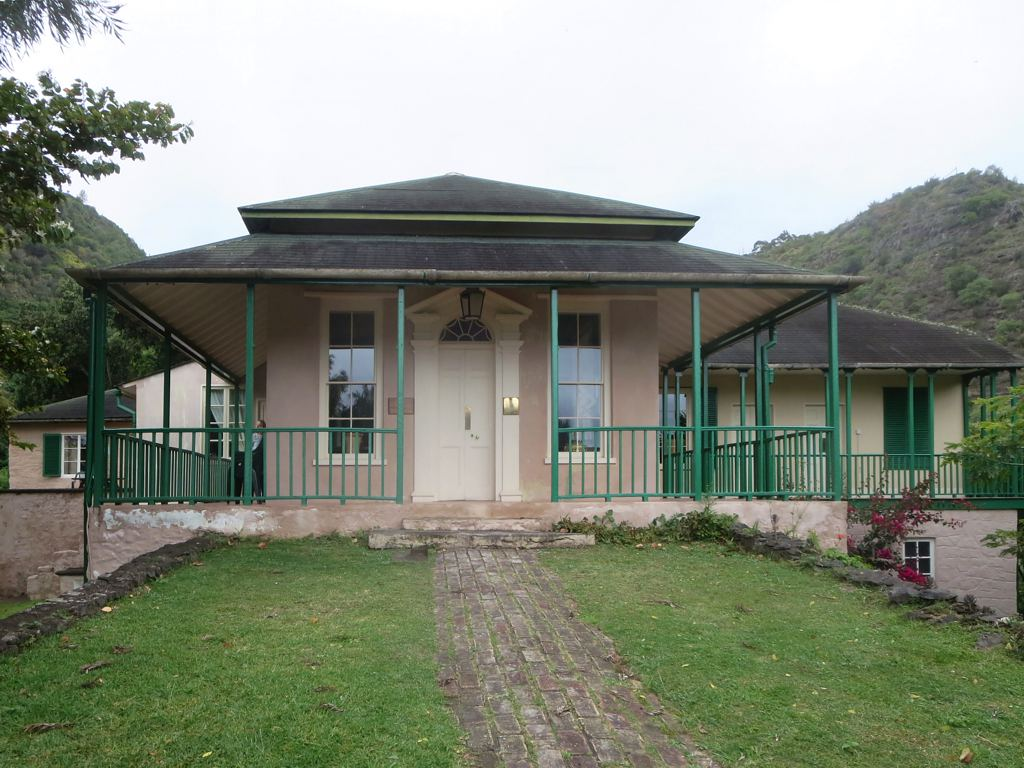
Наполеон Бонапарт провёл первые два месяца своей ссылки в летнем домике Брайрс в поместье Балкомбов
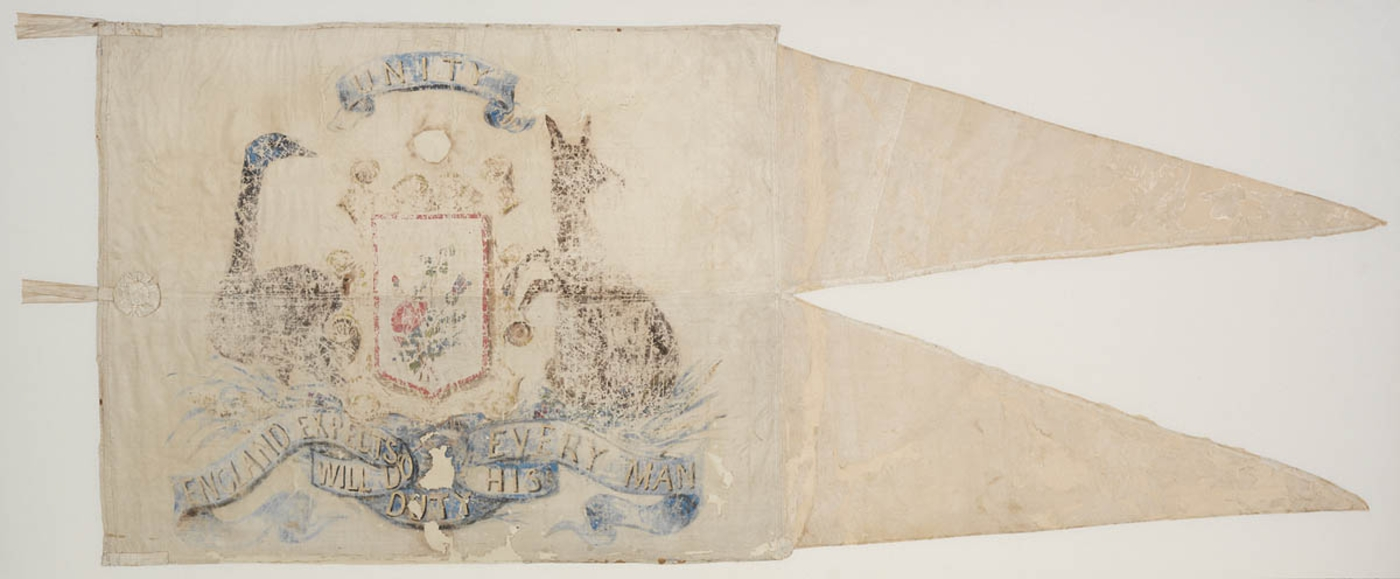
Шёлковый флаг с эмблемой колонии Нового Южного Уэльса 1806 года